# Flughafen Salak

i7
i11
i13
Der Flughafen Maroua-Salak (französisch Aéroport international de Maroua Salak, IATA-Code: MVR, ICAO-Code: FKKL) ist ein Flughafen bei Maroua, der Hauptstadt der Region Extrême-Nord in Kamerun. Er liegt etwa 17 km südwestlich von Maroua, in der Nähe der Ortschaft Salak. Der Flughafen ist als Hauptzollflugplatz (französisch Aérodrome principaux douaniers) klassifiziert.

## Flugziele
Die nationale Fluggesellschaft Kameruns, Camair-Co, fliegt von diesem Flughafen nach Douala und Yaoundé.